# Hallsbergs församling
Hallsbergs församling är en församling i Södra Närkes kontrakt i Strängnäs stift. Församlingen ligger i Hallsbergs kommun i Örebro län (Närke). Församlingen utgör ett eget pastorat.

## Administrativ historik
Församlingen har medeltida ursprung och var till 1862 annexförsamling i pastoratet Kumla och Hallsberg. Från 1862 utgör församlingen ett eget pastorat.
Förslaget att skilja Hallsberg från Kumla fördes fram vid Hallsbergs sockenstämma våren 1857. År 1862 avled den siste gemensamma kyrkoherden för de båda församlingarna, Olof Ulrik Uddén, och 1865 tillträdde Johan August Westerlind tjänsten som kyrkoherde i det nybildade Hallsbergs pastorat.
Före 1963 var församlingen delad av kommungräns och därför hade den två församlingskoder, 181200 för delen i Hallsbergs landskommun och 186100 för delen i Hallsbergs köping.

## Kyrkoherdar
- Johan August Westerlind 1865-1881
- Johan Olof Sander 1882-1908
- Erik Johan Andersson 1909-1937
- John Yngve Åkesson 1938-1968
- Ragnar Ekström 1968-1974
- Bengt Broman 1974-1991
- Ingemar Frenskar 1991-2012
- Caroline Green 2012-2016
- Jonas Ahlsson 2016-2022
- Magnus Segendorff 2023-

## Kyrkor
- Hallsbergs sockenkyrka
- Adventskyrkan